# Луїс Вівенес
Луїс Феліпе Вівенес Урбанеса (ісп. Luis Felipe Vivénes Urbanesa; нар. 10 червня 1980, Кумана) — венесуельський борець вільного стилю, шестиразовий бронзовий призер Панамериканських чемпіонатів, дворазовий срібний та бронзовий призер Панамериканських ігор, дворазовий чемпіон Південноамериканських ігор, чемпіон, дворазовий срібний та дворазовий бронзовий призер Центральноамериканських і Карибських ігор, чемпіон Боліваріанських ігор, учасник Олімпійських ігор.

## Біографія
Боротьбою почав займатися з 1996 року. Виступає за борцівський клуб «Munisipalito» з Кумани. Тренери Марсіал Андрадес, Мігель Фуентес.

## Спортивні результати на міжнародних змаганнях

### Виступи на Олімпіадах
| Змагання                    | Збірна    | Вагова категорія          | Місце |
| --------------------------- | --------- | ------------------------- | ----- |
| Літні Олімпійські ігри 2008 | Венесуела | вільна боротьба, до 96 кг | 14    |

### Виступи на Чемпіонатах світу
| Змагання                        | Збірна    | Вагова категорія           | Місце |
| ------------------------------- | --------- | -------------------------- | ----- |
| Чемпіонат світу з боротьби 2003 | Венесуела | вільна боротьба, до 96 кг  | 26    |
| Чемпіонат світу з боротьби 2005 | Венесуела | вільна боротьба, до 96 кг  | 28    |
| Чемпіонат світу з боротьби 2006 | Венесуела | вільна боротьба, до 96 кг  | 18    |
| Чемпіонат світу з боротьби 2007 | Венесуела | вільна боротьба, до 96 кг  | 19    |
| Чемпіонат світу з боротьби 2009 | Венесуела | вільна боротьба, до 96 кг  | 22    |
| Чемпіонат світу з боротьби 2010 | Венесуела | вільна боротьба, до 120 кг | 19    |
| Чемпіонат світу з боротьби 2011 | Венесуела | вільна боротьба, до 96 кг  | 31    |
| Чемпіонат світу з боротьби 2013 | Венесуела | вільна боротьба, до 120 кг | 25    |
| Чемпіонат світу з боротьби 2014 | Венесуела | вільна боротьба, до 125 кг | 26    |
| Чемпіонат світу з боротьби 2015 | Венесуела | вільна боротьба, до 125 кг | 14    |
| Чемпіонат світу з боротьби 2019 | Венесуела | вільна боротьба, до 125 кг | 26    |

### Виступи на Панамериканських чемпіонатах
| Змагання                                   | Збірна    | Вагова категорія           | Місце  |
| ------------------------------------------ | --------- | -------------------------- | ------ |
| Панамериканський чемпіонат з боротьби 2000 | Венесуела | вільна боротьба, до 85 кг  | 5      |
| Панамериканський чемпіонат з боротьби 2001 | Венесуела | вільна боротьба, до 85 кг  | 6      |
| Панамериканський чемпіонат з боротьби 2002 | Венесуела | вільна боротьба, до 84 кг  | 5      |
| Панамериканський чемпіонат з боротьби 2003 | Венесуела | вільна боротьба, до 84 кг  | 5      |
| Панамериканський чемпіонат з боротьби 2004 | Венесуела | вільна боротьба, до 96 кг  | Бронза |
| Панамериканський чемпіонат з боротьби 2006 | Венесуела | вільна боротьба, до 96 кг  | Бронза |
| Панамериканський чемпіонат з боротьби 2007 | Венесуела | вільна боротьба, до 96 кг  | Срібло |
| Панамериканський чемпіонат з боротьби 2009 | Венесуела | вільна боротьба, до 96 кг  | 5      |
| Панамериканський чемпіонат з боротьби 2010 | Венесуела | вільна боротьба, до 96 кг  | Срібло |
| Панамериканський чемпіонат з боротьби 2011 | Венесуела | вільна боротьба, до 96 кг  | Бронза |
| Панамериканський чемпіонат з боротьби 2012 | Венесуела | вільна боротьба, до 96 кг  | 10     |
| Панамериканський чемпіонат з боротьби 2013 | Венесуела | вільна боротьба, до 120 кг | Бронза |
| Панамериканський чемпіонат з боротьби 2015 | Венесуела | вільна боротьба, до 125 кг | Бронза |
| Панамериканський чемпіонат з боротьби 2016 | Венесуела | вільна боротьба, до 125 кг | Бронза |
| Панамериканський чемпіонат з боротьби 2019 | Венесуела | вільна боротьба, до 125 кг | 7      |
| Панамериканський чемпіонат з боротьби 2020 | Венесуела | вільна боротьба, до 125 кг | 6      |

### Виступи на Панамериканських іграх
| Змагання                  | Збірна    | Вагова категорія           | Місце  |
| ------------------------- | --------- | -------------------------- | ------ |
| Панамериканські ігри 2003 | Венесуела | вільна боротьба, до 84 кг  | 4      |
| Панамериканські ігри 2007 | Венесуела | вільна боротьба, до 96 кг  | Срібло |
| Панамериканські ігри 2011 | Венесуела | вільна боротьба, до 96 кг  | Срібло |
| Панамериканські ігри 2015 | Венесуела | вільна боротьба, до 125 кг | 7      |
| Панамериканські ігри 2019 | Венесуела | вільна боротьба, до 125 кг | Бронза |

### Виступи на Південноамериканських іграх
| Змагання                       | Збірна    | Вагова категорія           | Місце  |
| ------------------------------ | --------- | -------------------------- | ------ |
| Південноамериканські ігри 2014 | Венесуела | вільна боротьба, до 125 кг | Золото |
| Південноамериканські ігри 2018 | Венесуела | вільна боротьба, до 125 кг | Золото |

### Виступи на Центральноамериканських і Карибських іграх
| Змагання                                                | Збірна    | Вагова категорія           | Місце  |
| ------------------------------------------------------- | --------- | -------------------------- | ------ |
| Центральноамериканські і Карибські ігри 2006            | Венесуела | вільна боротьба, до 96 кг  | Бронза |
| Центральноамериканські і Карибські ігри 2010 (Маягуес)  | Венесуела | вільна боротьба, до 96 кг  | Золото |
| Центральноамериканські і Карибські ігри 2014 (Сан-Хуан) | Венесуела | вільна боротьба, до 125 кг | Срібло |
| Центральноамериканські і Карибські ігри 2014 (Веракрус) | Венесуела | вільна боротьба, до 125 кг | Бронза |
| Центральноамериканські і Карибські ігри 2018            | Венесуела | вільна боротьба, до 125 кг | Срібло |

### Виступи на Центральноамериканських і Карибських чемпіонатах
| Змагання                                                       | Збірна    | Вагова категорія           | Місце |
| -------------------------------------------------------------- | --------- | -------------------------- | ----- |
| Центральноамериканський і Карибський чемпіонат з боротьби 2018 | Венесуела | вільна боротьба, до 125 кг | 8     |

### Виступи на Боліваріанських іграх
| Змагання                 | Збірна    | Вагова категорія           | Місце  |
| ------------------------ | --------- | -------------------------- | ------ |
| Боліваріанські ігри 2013 | Венесуела | вільна боротьба, до 120 кг | Золото |

### Виступи на інших змаганнях
| Змагання                                                               | Збірна    | Вагова категорія           | Місце  |
| ---------------------------------------------------------------------- | --------- | -------------------------- | ------ |
| Олімпійський кваліфікаційний турнір з боротьби 2000 (Мехіко)           | Венесуела | вільна боротьба, до 85 кг  | 7      |
| Олімпійський кваліфікаційний турнір з боротьби 2000 (Александрія)      | Венесуела | вільна боротьба, до 85 кг  | 11     |
| Олімпійський кваліфікаційний турнір з боротьби 2004 (Софія)            | Венесуела | вільна боротьба, до 84 кг  | 11     |
| Олімпійський кваліфікаційний турнір з боротьби 2008 (Мартіні)          | Венесуела | вільна боротьба, до 96 кг  | Бронза |
| Турнір Дана Колова — Николи Петрова 2008                               | Венесуела | вільна боротьба, до 96 кг  | Срібло |
| Гран-прі Іспанії з боротьби 2011                                       | Венесуела | вільна боротьба, до 96 кг  | 11     |
| Меморіал Іона Корнеану 2011                                            | Венесуела | вільна боротьба, до 96 кг  | Бронза |
| Олімпійський кваліфікаційний турнір з боротьби 2012 (Кіссіммі-Орландо) | Венесуела | вільна боротьба, до 96 кг  | Бронза |
| Олімпійський кваліфікаційний турнір з боротьби 2012 (Тайюань)          | Венесуела | вільна боротьба, до 96 кг  | 17     |
| Олімпійський кваліфікаційний турнір з боротьби 2012 (Гельсінкі)        | Венесуела | вільна боротьба, до 96 кг  | 13     |
| Гран-прі Іспанії з боротьби 2013                                       | Венесуела | вільна боротьба, до 120 кг | 7      |
| Меморіал Вацлава Циолковського 2014                                    | Венесуела | вільна боротьба, до 125 кг | 5      |
| Золотий Гран-прі з боротьби 2015                                       | Венесуела | вільна боротьба, до 125 кг | 10     |
| Гран-прі Парижа з боротьби 2016                                        | Венесуела | вільна боротьба, до 125 кг | Срібло |
| Олімпійський кваліфікаційний турнір з боротьби 2016 (Фріско)           | Венесуела | вільна боротьба, до 125 кг | Бронза |
| Олімпійський кваліфікаційний турнір з боротьби 2016 (Улан-Батор)       | Венесуела | вільна боротьба, до 125 кг | 8      |
| Олімпійський кваліфікаційний турнір з боротьби 2016 (Стамбул)          | Венесуела | вільна боротьба, до 125 кг | 13     |
| Cerro Pelado International 2018                                        | Венесуела | вільна боротьба, до 125 кг | 5      |
| Меморіал Маттео Пелліконе 2020                                         | Венесуела | вільна боротьба, до 125 кг | 8      |
| Олімпійський кваліфікаційний турнір з боротьби 2020 (Оттава)           | Венесуела | вільна боротьба, до 125 кг | 4      |